# 瑞宏街道
瑞宏街道是云南省德宏傣族景颇族自治州瑞丽市曾经下辖的一个街道办事处。瑞宏街道成立于1998年，2004年撤销，辖区划归勐卯镇。:111
瑞宏街道为地方设立的街道办事处，在国家统计系统中的名义为“瑞宏虚拟街道”。

## 行政区划
瑞宏街道下辖以下地区：
勐龙沙社区、瑞丰社区和目瑙社区。:111